# Johann Friedrich Ziegler

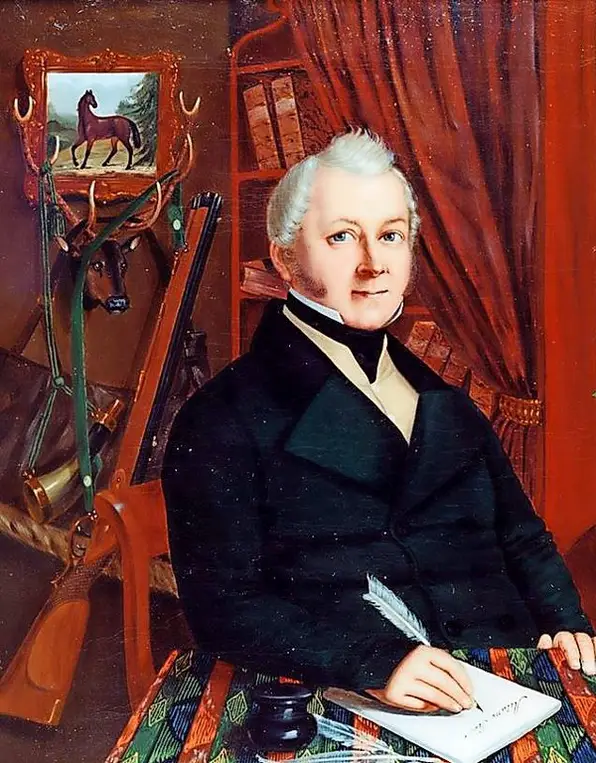
Amtmann Ziegler mit Schreibfeder vor Jagdutensilien

Johann Friedrich Ziegler (geboren 4. Juli 1785 in Celle; gestorben 13. September 1860) war ein deutscher Jurist, Königlich Hannoverscher Amtmann und Schriftsteller.

## Leben
Nach seinem Studium der Rechtswissenschaft und der Erhebung des vormaligen Kurfürstentums Braunschweig-Lüneburg zum Königreich Hannover wirkte Johann Friedrich Ziegler von 1815 bis 1852 als Beamter in der Stadt Peine.
Ziegler führte das Leben eines Großbürgers. Gemeinsam mit seiner Ehefrau Dorothea Ziegler (1784–1839) sowie mit befreundeten Musikern pflegte er auf seinem Amtssitz „Hausmusik auf hohem Niveau.“

## Archivalien
Archivalien von und über Johann Friedrich Ziegler finden sich beispielsweise
- als Nachlass im Stadtarchiv Peine; neben Testamenten, Schriftgut und Rechnungen auch eine Schreibfeder und eine Reisezahnbürste[2]